# Une belle tigresse
Pour plus de détails, voir Fiche technique et Distribution.
Une belle tigrese (Zee and Co.) est un film britannique réalisé par Brian G. Hutton, sorti en 1972.

## Fiche technique
- Titre original : Zee and Co.
- Titre français : Une belle tigresse
- Réalisation : Brian G. Hutton
- Scénario : Edna O'Brien d'après sa nouvelle
- Direction artistique : Peter Mullins
- Décors : Arthur Taksen
- Costumes : Beatrice Dawson
- Photographie : Billy Williams
- Montage : Jim Clark
- Musique : Stanley Myers
- Production : Jay Kanter, Alan Ladd Jr.
  - Production déléguée : Elliott Kastner
- Société(s) de production : Columbia Pictures Corporation, Zee Company
- Société(s) de distribution : Columbia Pictures
- Pays d'origine : Royaume-Uni
- Année : 1972
- Langue originale : anglais, italien
- Format : couleur – 35 mm – mono
- Genre : drame
- Durée : 110 minutes
- Dates de sortie : 
  -  États-Unis : 21 janvier 1972
  -  France : 26 juillet 1972
  -  Belgique : 23 juin 1972 (Gand)

## Distribution
- Elizabeth Taylor (VF : Martine Sarcey) : Zee Blakeley
- Michael Caine (VF : Jean Fontaine) : Robert Blakeley
- Susannah York (VF : Evelyn Séléna) : Stella
- Margaret Leighton (VF : Jacqueline Porel) : Gladys
- John Standing : Gordon
- Mary Larkin (VF : Béatrice Delfe) : Rita
- Michael Cashman : Gavin
- Gino Melvazzi : Head Waiter

## Récompenses et distinctions

### Récompenses
- David di Donatello 1972 :
  - Meilleure actrice étrangère pour Elizabeth Taylor

### Nominations
- Golden Globes 1973 :
  - Meilleur film étranger en langue anglaise